# 張炳文 (光緒進士)
張炳文（?—?），福建省泉州府晉江縣人，清朝政治人物、同進士出身。
光緒十八年（1892年），参加光緒壬辰科殿試，登進士三甲20名。同年五月，以主事分部学习。